# Gattya aglaopheniaformis
Gattya aglaopheniaformis är en nässeldjursart som först beskrevs av Nicolaas `Claas' Mulder och Trebilcock 1909.  Gattya aglaopheniaformis ingår i släktet Gattya och familjen Halopterididae. Inga underarter finns listade i Catalogue of Life.